# Doug Flutie
Douglas Richard Flutie (Manchester, 23 ottobre 1962) è un ex giocatore di football americano statunitense che ha militato nel ruolo di quarterback nella United States Football League (USFL), nella National Football League (NFL) e nella Canadian Football League (CFL), lega dove è considerato un'autentica leggenda. All'università ha giocato a football al Boston College dove ha vinto l'Heisman Trophy, il premio riservato al miglior giocatore universitario dell'anno.

## Carriera
Flutie fu scelto come 285º assoluto nell'undicesimo giro del Draft NFL 1985 dai Los Angeles Rams, rendendolo il vincitore dell'Heisman Trophy ad essere scelto più in basso nella storia. Flutie iniziò però la sua carriera con i New Jersey Generals della United States Football League. Nel 1986 firmò con i Chicago Bears e nella stagione successiva con i New England Patriots, di cui divenne il quarterback titolare nel 1988.
Flutie passò ai BC Lions della Canadian Football League nel 1990 e, nel 1991, lanciò un record di 6.619 yard. Giocò brevemente anche con suo fratello Darren, un wide receiver, prima di essere scambiato coi Calgary Stampeders, che guidò nel 1992 alla vittoria della Grey Cup, di cui fu dichiarato miglior giocatore della partita. Nel 1994 Doug lanciò un record di 48 passaggi da touchdown. Flutie giocò con gli Stampeders fino al 1996, quando passò ai Toronto Argonauts, guidandoli a due vittorie consecutive della Grey Cup nel 1996 e 1997, vincendo in entrambi i casi il premio di MVP della partita. Flutie fu nominato miglior giocatore dell'anno della CFL un numero record di 6 volte.
Flutie fece ritorno nella NFL nella 1998 coi Buffalo Bills, guadagnandosi la prima convocazione per il Pro Bowl in carriera e il premio di NFL Comeback Player of the Year. In seguito giocò coi San Diego Chargers dal 2001 al 2004 e terminò la sua carriera come membro dei New England Patriots nel 2005; in quella stagione, Flutie mise a segno per la prima volta dopo quasi sessant'anni in una partita di football americano un drop, cioè un calcio su azione che vale un punto, nella partita di addio alla disciplina. Nel 2006 Doug fu classificato al primo posto nella classifica di The Sports Network dei migliori 50 giocatori della storia della CFL. Fu inserito nella College Football Hall of Fame e nella Canada Sports Hall of Fame nel 2007.
Il 6 febbraio 2021, durante la Celebrity Flag Football, ha vinto il WWE 24/7 Championship dopo aver schienato R-Truth.

## Palmarès

### Football americano
- (1) Pro Bowl (1998)
- NFL Comeback Player of the Year (1998)
- (6) CFL All-Star (1991-1994, 1996-1997)
- Heisman Trophy (1984)
- Walter Camp Award (1984)
- Maxwell Award (1984)
- Davey O'Brien Award (1984)
- (3) Grey Cup (1992, 1996, 1997)
- (3) MVP della Grey Cup (1992, 1996, 1997)
- (6) MVP della CFL (1991, 1992, 1993, 1994, 1996, 1997)
- Miglior giocatore della storia della CFL per TSN
- College Football Hall of Fame
- Canadian Football Hall of Fame

### WWE
- WWE 24/7 Championship (1)